# Pla de la Canova del Riu
El Pla de la Canova del Riu és una plana del terme municipal de Maià de Montcal, just al nord-est d'on es troba aquest terme amb els de Besalú i Beuda, a la comarca catalana de la Garrotxa.
S'estén a llevant de Besalú, a l'esquerra del Fluvià i a ponent del poble de Bruguers, del terme de Maià de Montcal. És al nord-est de la Canova del Riu, que és a l'extrem sud-occidental del darrer terme esmentat. Té continuïtat, a ponent per l'extensa plana formada pel Pla de Can Garriga i, més al nord, pel Pla de Can Bellsolà. Al seu sud-est es troben els Camps d'en Safont, al nord, el Bosc de Can Puigjasser, i al nord-est la masia de Can Puigjasser.